# École royale polytechnique (Suède)
Pour les articles homonymes, voir École polytechnique et École royale polytechnique.
L'École royale polytechnique (en suédois : Kungliga Tekniska högskolan, ou KTH) est une école d'ingénieurs de Stockholm en Suède. Elle a été fondée en 1827 et est la plus grande université scandinave de technologie.

## Histoire

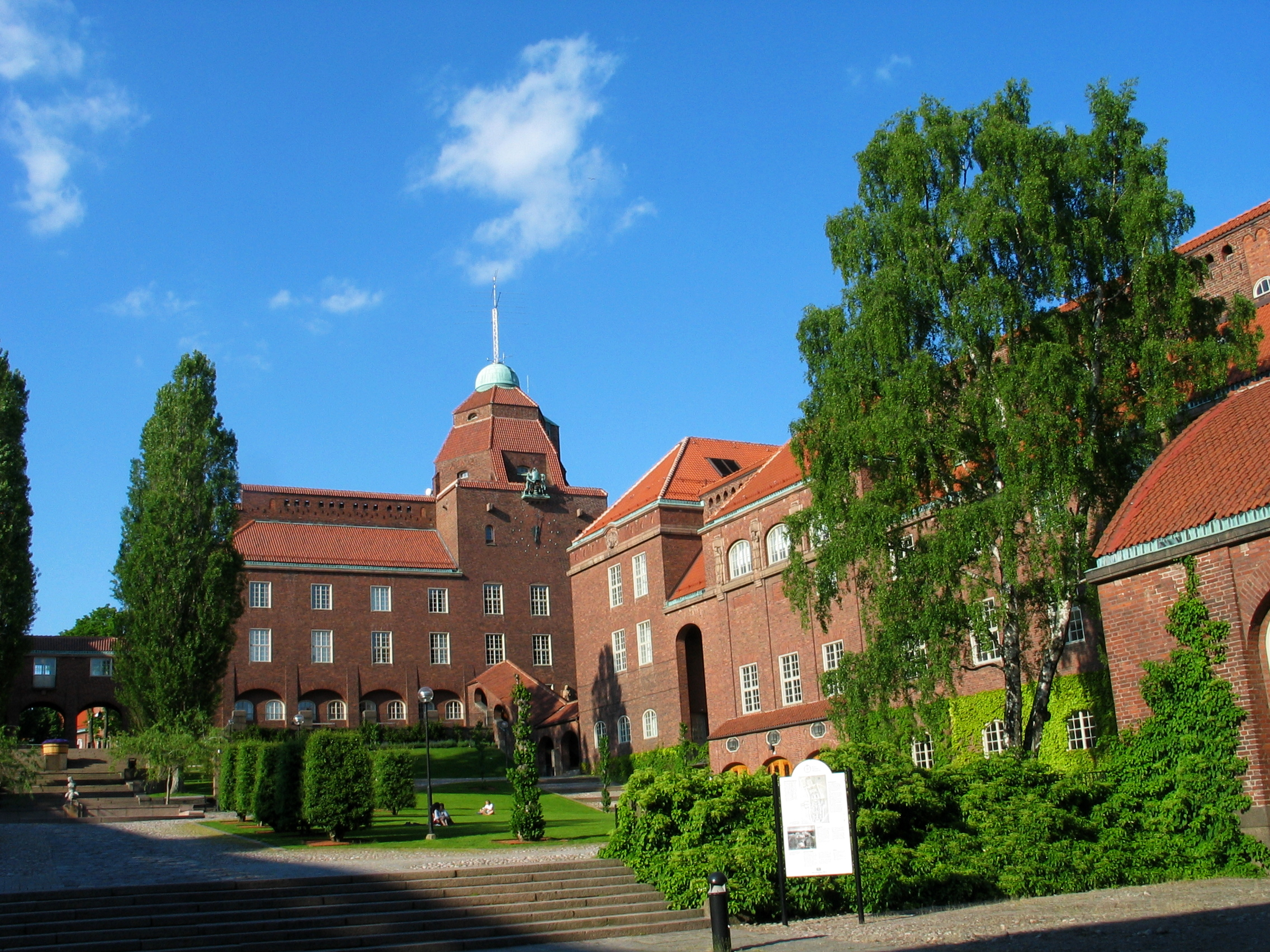
Le bâtiment principal.

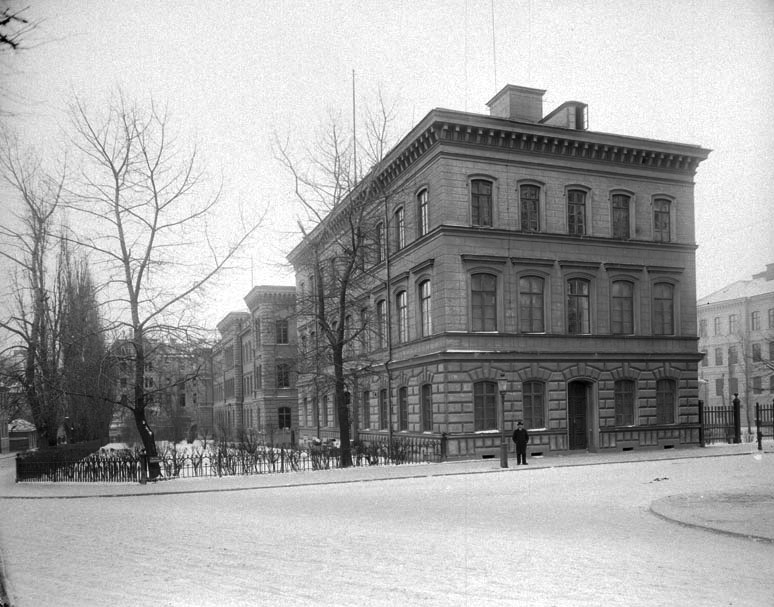
L'ancien bâtiment du KTH, Drottninggatan 95, au début du XXe siècle, occupé aujourd'hui par l'Académie royale de l'agriculture et de la sylviculture de Suède.

L'histoire de KTH débute en 1827, quand le Teknologiska Institutet (institut de technologie) commence à donner des cours dans des domaines technologiques avec une forte approche pratique, dans le but d'accompagner la demande croissante en ingénieurs consécutive au processus d'industrialisation entamé en Suède. L'école arrive toutefois à concilier les approches théorique et pratique.
En 1877, l'école prend le nom de « Kungliga Tekniska högskolan », reconnaissant ainsi son attachement à la recherche. Elle ne cessera alors d'étendre ses domaines de compétences. En 1867 elle comprend quatre branches : mécanique, chimie, génie civil et exploitation minière. Viendront ensuite l'architecture (1877), le génie électrique (1901), l'architecture navale (1912), l'arpentage et la physique (1932), l'informatique (1983) et l'économie industrielle (1990).
En 1917, l'école déménage pour s'installer au nord du centre-ville de Stockholm dans un nouveau campus dessiné par l'architecte Erik Lallerstedt.
Dans les années 1950 sont installés sur le campus les premiers réacteur nucléaire et émetteur de télévision suédois. KTH offre maintenant dans ses enseignements une grande place aux technologies d'avenir, comme les biotechnologies et les télécommunications.
L'école s'étend aujourd'hui sur cinq campus répartis dans Stockholm et ses environs, sur une surface totale de plus de 250 000 m2.

## Anciens élèves et professeurs renommés

### Anciens élèves
- Salomon August Andrée, explorateur polaire
- Knut Frænkel, explorateur polaire
- Gustaf de Laval (1845-1913), ingénieur
- Baltzar von Platen, inventeur
- Johan August Brinell (1849-1925), ingénieur, à l'origine de la technique de mesure de dureté BRINELL
- Carl Munters, inventeur
- Ivar Kreuger, entrepreneur
- Ernst Alexanderson, inventeur
- Christer Fuglesang, astronaute
- Dolph Lundgren, acteur
- Kurt Atterberg, compositeur
- Karl-Birger Blomdahl, compositeur
- Max Tegmark, cosmologiste
- Wolmar Fellenius, ingénieur et professeur de génie civil
- Ivar Fredholm, mathématicien
- Waloddi Weibull, ingénieur et mathématicien
- Hakon Ahlberg, architecte
- Ragnar Östberg, architecte
- Carl Schlyter, homme politique
- Gustaf Larson
- Paul Hedqvist (1895-1977), architecte
- Daniel Ek, cofondateur de Spotify
- Guðmundur Pálmason, géologue et joueur d'échecs islandais.
- Mostafa Ronaghi, biologiste moléculaire iranien.

### Professeurs
- Hannes Alfvén, physicien, lauréat du prix Nobel 1970
- Lennart Carleson, mathématicien, lauréat du prix Abel en 2006
- Håkan Eliasson, mathématicien suédois
- Johan Håstad, théoricien de l'informatique, double lauréat du prix Gödel
- Stanislav Smirnov, mathématicien (russe), récipiendaire de la médaille Fields